# Klopanov
Klopanov, také Klepanov (německy Kropfetschlag) je zaniklá ves na území obce Dolní Dvořiště v okrese Český Krumlov. Nacházela se mezi Horním Dvořištěm a Rybníkem ve výši cca 690 m n. m. nedaleko česko–rakouských státních hranic. 

## Historie
První písemná zmínka o vsi pochází z roku 1379, kdy byla vedena v rožmberském urbáři jako „villa Kropfenslag dicto Klopanov ad castrum Rosenberg“.  V roce 1930 zde stálo 20 domů a žilo 129 obyvatel. Po 2. světové válce byl Klepanov veden jako osada obce Rybník (dříve Certlov) a v 50. letech 20. století zanikl. Klopanov patřil pod římskokatolickou farnost Horní Dvořiště.